# Tracheloptychus petersi
Tracheloptychus petersi is een hagedis uit de familie van schildhagedissen (Gerrhosauridae), die endemisch voorkomt op Madagaskar. De soortnaam petersi is gegeven ter ere van de Duitse natuuronderzoeker en herpetoloog Wilhelm Peters. 